# The Swing of Delight
The Swing of Delight es un álbum publicado en 1980 por el guitarrista Carlos Santana bajo el sello Columbia Records.

## Lista de canciones

### Lado Uno
1. "Swapan Tari" (Sri Chinmoy) – 6:46
2. "Love Theme from Spartacus" (Alex North) – 6:50

### Lado Dos
1. "Phuler Matan" (Chinmoy) – 5:52
2. "Song for My Brother" (Carlos Santana) – 6:56

### Lado Tres
1. "Jharna Kala" (Chinmoy) – 7:11
2. "Gardenia" (Santana) – 7:08

### Lado Cuatro
1. "La Llave" (Santana) – 3:40
2. "Golden Hours" (Santana) – 6:36
3. "Sher Khan, the Tiger" (Wayne Shorter) – 5:45